# Barashevo
Barashevo em russo:  Барашево, é uma cidade localizada na província de Mordóvia, na Rússia. Até 2009, registrou cerca de 3.652 habitantes.